# Monomorium dryhimi
Monomorium dryhimi  (лат.) — вид мелких муравьёв рода Monomorium из подсемейства Myrmicinae. Эндемик юго-западной части Саудовской Аравии (Al Bahah, провинция Асир). Длина желтоватого цвета рабочих муравьёв составляет 1,42—1,84 мм. Длина головы 0,42—0,49 мм (ширина — 0,32—0,36); длина скапуса усика 0,26—0,32 мм. Усики 12-члениковые. Вид назван в честь арабского энтомолога профессора Yousif N. Aldryhim (Department of Plant Protection, College of Food and Agriculture Sciences, King Saud University, Эр-Рияд). Муравейник был найден под камнем в лесной местности, в которой произрастают эрика древовидная (Erica arborea), можжевельник высокорослый (Juniperus procera) и Acacia gerrardii.